# Ustków (gmina)
Ustków – dawna gmina wiejska istniejąca w latach 1973–1976 w woj. poznańskim, a następnie w woj. sieradzkim (dzisiejsze woj. łódzkie). Siedzibą władz gminy był Ustków.
Gmina została utworzona 1 stycznia 1973 roku w powiecie tureckim w woj. poznańskim.Objęła 29 sołectw: Augustynów, Cielce, Czartki, Góra, Grzybki, Jeziorsko, Klonówek, Krąków, Maszew, Mikołajewice, Miłkowice, Młyny Strachockie, Ostrów Wartski, Proboszczowice, Socha, Socha-Kolonia, Tądów Dolny, Tądów Górny, Tomisławice, Ustków, Wacławów, Witów, Wola Miłkowska, Wola Zadąbrowska, Zadąbrowie-Rudunek, Zadąbrowie-Wiatraczyska, Zakrzew, Zaspy i Zielęcin. Miejscowości te należały przed reformą 1954 do gmin: Jeziorsko, Dobra i Goszczanów w powiecie tureckim (woj. poznańskie) i Bartochów w powiecie sieradzkim (woj. łódzkie), a przed wojną do gmin:Grzybki, Ostrów Wartski i Goszczanów w powiecie tureckim  oraz Staw w powiecie kaliskim (wszystkie w woj. łódzkim).
13 października 1973 z gminy Ustków wyłączono:
- miejscowości Miłkowice i Młyny Strachockie, włączając je do gminy Dobra w tymże powiecie,
- miejscowość Wacławów, włączając ją do gminy Goszczanów w tymże powiecie.

1 czerwca 1975 roku jednostka weszła w skład nowo utworzonego woj. sieradzkiego.
1 stycznia 1977 roku gmina została zniesiona przez połączenie z dotychczasową gminą Warta w nową gminę Warta.